# 오부면
오부면(梧釜面)은 대한민국 경상남도 산청군의 면이다. 지리산 천왕봉의 동북쪽에 위치한 오부면은 바랑산과(797m)과 소룡산(740m)의 산봉들이 솟아 있고 그곳에서 흘러내리는 물줄기가 경호강과 합류하여 면 주위를 둘러싸고 있다. 친환경 쌀, 흑돼지, 내화토기 등이 지역 특산물이다.

## 연혁
- 구한말 : 오곡면, 부곡면
- 1914년 4월 1일 : 오부면으로 통합. 소재지를 점촌으로 함
- 1928년 : 소재지를 현재의 양촌으로 이전

## 행정 구역
- 내곡리
- 중촌리
- 일물리
- 왕촌리
- 방곡리
- 양촌리
- 대현리
- 오전리

### 교육
- 오부초등학교

### 볼거리
- 조선의 명의 유이태가 마음에 병이 걸린 환자를 치료한 유이태약수터가 있다.